# Gasparo Gozzi

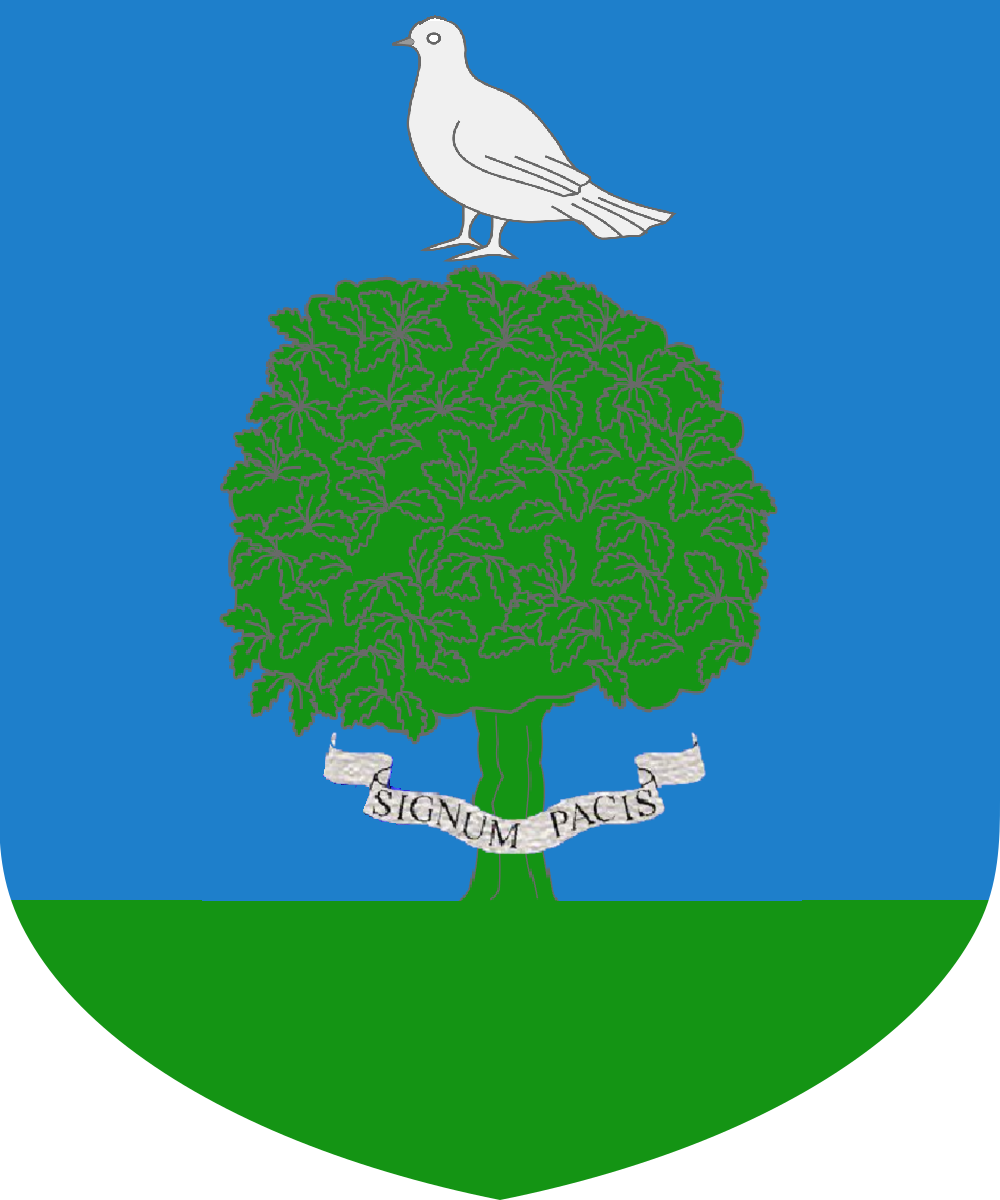
Stemma di famiglia

Gasparo Gozzi (Venezia, 4 dicembre 1713 – Padova, 26 dicembre 1786) è stato un letterato, giornalista e intellettuale italiano.

## Biografia e operato letterario
Gasparo Gozzi nacque a Venezia nella casa di famiglia (civico 2939 del sestiere di San Polo), primogenito degli undici figli di Iacopo Antonio e Angela Tiepolo. Suo fratello fu il celebre drammaturgo Carlo Gozzi. I Gozzi erano una famiglia di origine bergamasca che nel Cinquecento si era portata a Venezia per fare fortuna, acquistando immobili in città e poderi nell'entroterra (a Visinale di Pasiano di Pordenone avevano anche una villa). Nel Seicento avevano ottenuto il titolo di conti sui loro possedimenti, tuttavia sul principio del Settecento cominciarono a declinare, cosicché solo a Gasparo e al secondogenito Francesco furono assicurati degli studi regolari; lo stesso Carlo, altro fratello che pure diverrà celebre letterato, si formò privatamente presso dei sacerdoti poco brillanti.

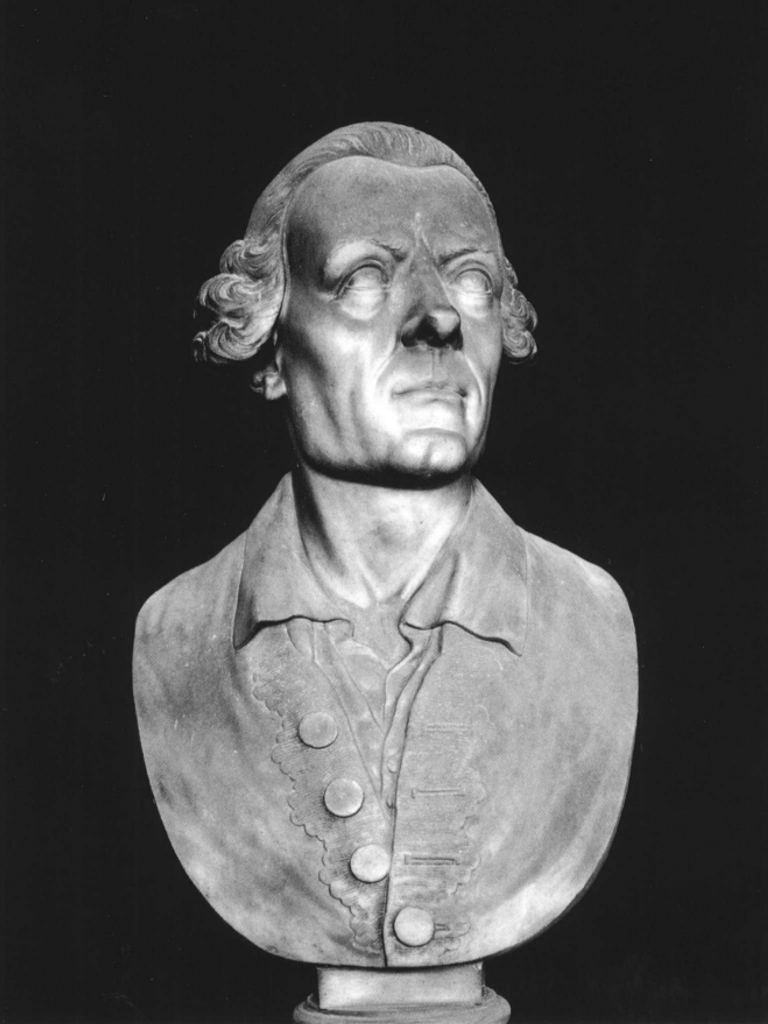
Busto di Gasparo Gozzi, opera di Angelo Giordani precedente al 1847

Studiò presso il collegio dei padri Somaschi di Murano fino al 1732, quando, a causa delle difficoltà economiche dovute al dissesto del patrimonio di famiglia, dovette mantenersi con il suo lavoro di letterato, realizzando traduzioni di grandi umoristi antichi e moderni.
 Nel 1738 sposò la poetessa Luisa Bergalli, più vecchia di lui di dieci anni, con la quale, nel 1746, prese in gestione il Teatro Sant'Angelo; nel 1747, con il fratello Carlo, fondò l'Accademia letteraria tradizionalista dei Granelleschi, provando a dar vita ad un repertorio teatrale moderno che escludeva l'uso delle maschere, incontrando scarsa approvazione.
 Nel 1748, fallita l'impresa del teatro, Gasparo si impiegò presso il procuratore Foscarini che lo aiutò a scrivere il primo volume della Storia della letteratura veneziana , che sarà pubblicato nel 1752, e si dedicò con la moglie a molti lavori in anonimato, soprattutto traduzioni dal francese e dal latino, tra le quali le opere del drammaturgo francese Hilaire-Bernard de Longepierre.

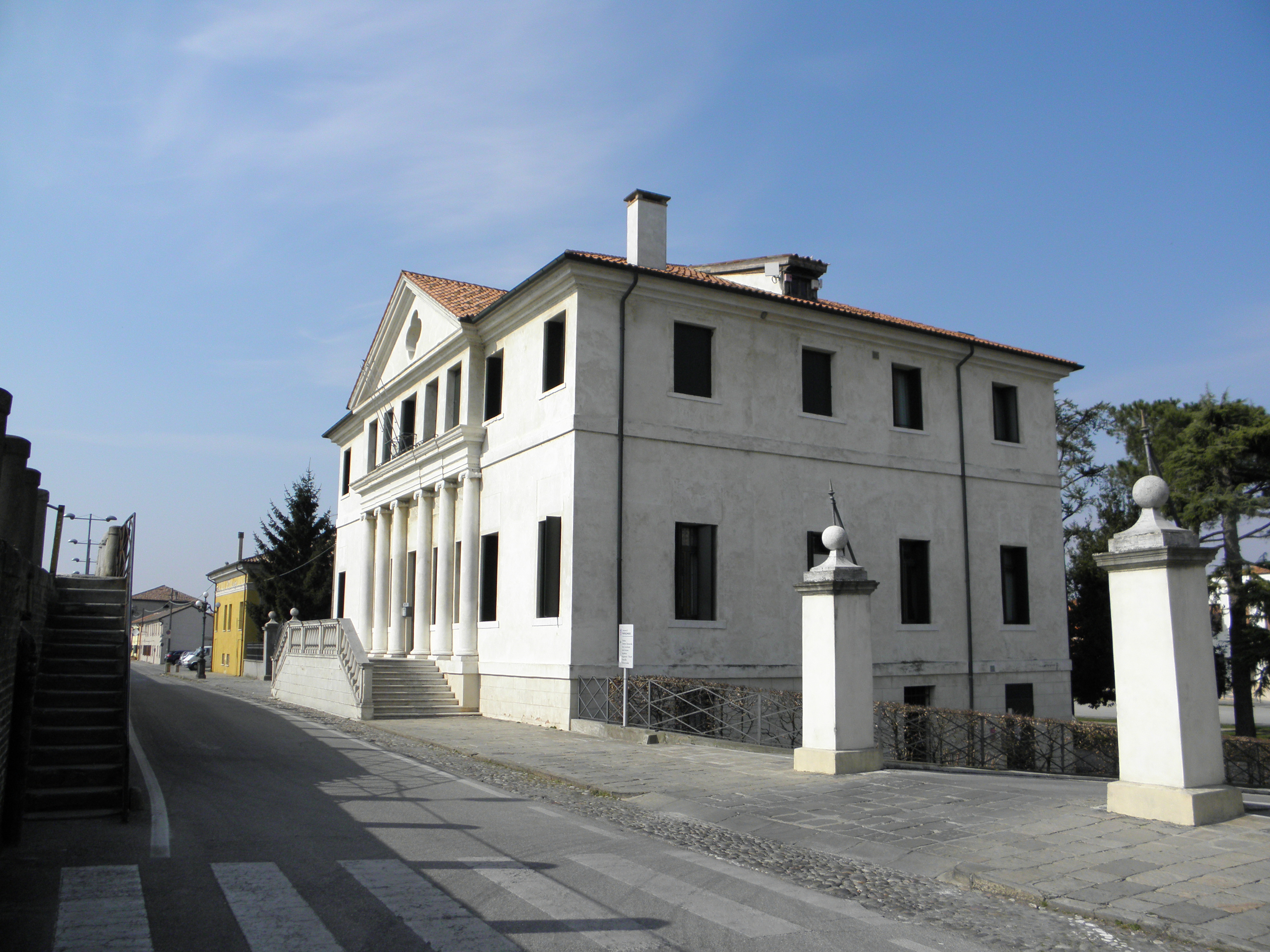
La Villa Foscarini Erizzo a Pontelongo dove Gozzi soggiornò a lungo.

Nel 1750 esce la sua prima opera letteraria originale, il primo volume di Lettere diverse a cui farà seguito nel 1752 il secondo, dove lo scrittore manifesta doti di umorista e moralista leggero e penetrante, che saranno le costanti di tutta la sua opera. Al contrario del fratello Carlo, più legato alle antiche consuetudini nobiliari, Gasparo non rifiutò di cimentare la sua abilità di letterato in un'attività prettamente commerciale quale il giornalismo.

Tra il 1760 e il 1762 lo scrittore redasse da solo tutti i numeri della Gazzetta veneta (bisettimanale, uscì dal febbraio 1760 al gennaio 1761), del Mondo morale e dell'Osservatore veneto (prima settimanale, poi bisettimanale, uscì dal febbraio 1761 all'agosto 1762). In seguito divenne funzionario dei Riformatori dello Studio di Padova, la magistratura veneziana che si occupava della politica culturale della Repubblica di Venezia, e svolse per molti anni con buon senso e apertura mentale l'incarico di sovraintendente alle stampe e revisore (censore) dei libri.
Nella Gazzetta confluivano fatti di cronaca, narrati con chiarezza e vivacità, scenette di fantasia e recensioni librarie e teatrali; l'Osservatore affrontava temi di portata più ampia, con un linguaggio più complesso e un tono più sostenuto.

Rilevante fu la composizione di una serie di ritratti psicologici in cui sono applicati a personaggi moderni, delineati con maestria, le regole di un genere "minore": il ritratto satirico morale, praticato nell'antichità dal greco Teofrasto e nel Seicento dal francese Jean de La Bruyère.

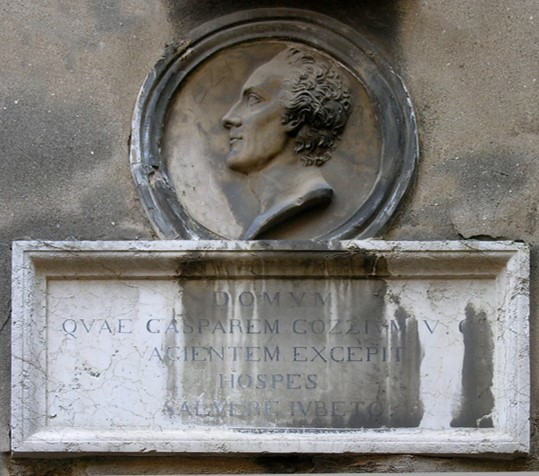
Lapide a Venezia in Calle Gaspare Gozzi, 2939

Durante l'arco di alcuni decenni (1745-1781) si dedicò alla realizzazione dei Sermoni poetici in endecasillabi sciolti in cui, narrando aneddoti personali, delinea con ironico anticonformismo diversi aspetti del costume contemporaneo.

Tra i suoi interventi critici sono da ricordare: la recensione de I rusteghi di Carlo Goldoni, e la polemica col gesuita Saverio Bettinelli nella quale difende la grandezza di Dante Alighieri ed evidenzia il carattere organico ed unitario delle tre cantiche.
Nella recensione de I rusteghi, esalta la capacità di Goldoni di illuminare mille minute circostanze in movimento.
È sepolto a Venezia, assieme al fratello Carlo, nel cimitero di San Michele in isola (Recinto I, 329 destra, Banchina).

## Il pensiero
Gozzi era moderatamente aperto all'innovazione e consapevole della resistenza che la tradizione avrebbe opposto all'invito degli intellettuali illuministi a riformare il mondo. Per questo motivo nelle proprie pagine dipinse il ritratto di un ambiente intellettuale troppo colto per non intuire la decadenza degl'ideali della propria tradizione, ma anche troppo fine e riflessivo per abbracciare con entusiasmo le nuove istanze radicalmente eversive.

## Soluzioni linguistiche
Il linguaggio presenta un carattere raffinato e anticonformista che, nonostante l'impeto umoristico e la concretezza, si distacca dalla realtà popolare e quotidiana.